# Helkroppsvibration
Helkroppsvibrationer (HKV) kan definieras som mekaniska svängningar/skakningar som överförs till kroppen, via fötter, stjärt och rygg. 

## Perception, komfort och hälsopåverkan
Undersökningar har visat att helkroppsvibrationer dels kan ge trötthet i muskulaturen, dels en ökad belastning i diskstrukturen, diskbråck och mikrofrakturer i kotornas ändplatta. De allra flesta studier på området visar att det finns ett samband mellan helkroppsvibrationer och rapporterade ländryggsbesvär (inklusive diskbråck). Det finns också skadefall där till exempel snöskoterpassagerare respektive bussresenärer har drabbats av kotkompressionsfraktur efter ett enstaka men mycket kraftigt gupp. 
En systematisk kunskapsöversikt har visat att långvarigt sittande i sig inte innebar ökad risk för ländryggssmärta eller ischias. Däremot innebär långvarigt sittande i kombination med exponering för helkroppsvibration och ogynnsamma arbetsställningar ökad risk för både ländryggsbesvär och ischias.
Både HKV och hand-arm-vibration har visats påverka risken för hjärtinfarkt. Studier av bland annat 14 000 arbetare i svenska gruvor indikerar att vibrationsexponering ger högre risk för hjärtinfarkt än vad buller respektive dammpartiklar (se även PM10) ger. 
Kortvarig exponering för skakande vibrationer kan ha en alarmerande - stimulerande effekt. Långvarig exponering medför utmattning. Gungande vibrationer skapar trötthet; jämför effekten av babyns vagga och gammelmorfars gungstol.
Vid exponering för långsamma svängningsrörelser, frekvens 0,1 - 0,63 Hz, kan rörelsesjuka (åksjuka) uppstå. Många människor upplever mest åksjukebesvär av rörelser vid cirka 0,2 Hz. En anledning till detta är att människans balanssinne har svårt att särskilja mellan 0,2 Hz krängning (rollvibration) och lutningsförändring.

## Självpålagd vibration
Självpålagd vibration kan vara både ofarlig (såvida den inte innehåller kraftiga stötar som kan ge mekanisk kroppsskada) och rent av stimulerande. Ofrivillig exponering för samma vibration kan vara obehaglig och vid långvarig exponering leda till stressrelaterad ohälsa. 

### Vibrationsträning
En speciell form av så kallad självpålagd helkroppsvibration är vibrationsträning.

## Exponering i arbetslivet
Yrkesgrupper som är särskilt utsatta för helkroppsvibration är till exempel truck- och lastbilsförare och viss flygpersonal (helikopterförare). Genom AFS 2005:15  finns numera regler för högsta tillåtna yrkesmässiga exponering av helkroppsvibration. Föreskriften skiljer på insatsvärde och exponeringsgräns (gränsvärde). Särskilt känsliga personer, så som gravida kvinnor och deras ofödda foster, kan drabbas även vid tämligen låga / kortvariga exponeringar . Helkroppsvibration på tåg beror bland annat på orunda vagnshjul och ojämna spår. Helkroppsvibration i vägfordon beror bland annat på vägojämnhet och fordonets fart, fjädringssystemets typ och skick. I Sverige används profilograf-mätbilar för att laserskanna vägojämnheter på belagda delar av det statliga vägnätet.

## Mätning
Mätning avser vibrationens acceleration och analyseras som effektivvärde. Särskilt avseende komfortpåverkan - som påverkas kraftigt av transienter så som gupp - beräknas diagram med glidande effektivvärde. Detta gör det möjligt att analysera de kraftigaste stötarna.
Vid hälsorisk från stötformig helkroppsvibration sker mätning enligt den relativt nya internationella standarden ISO 2631-5 (2004).